# Robert Ballaman
Robert Ballaman (Reconvilier, Bern kanton, 1926. június 21. – Zürich, 2011. szeptember 5.) svájci labdarúgócsatár.

## Pályafutása
1941–1946 között a Reconvilier, 1946–1950 között a Biel-Bienne, 1950–1963 között a Grasshoppers labdarúgója volt. 1963–64-be a Winterthur csapatában fejezte be az aktív játékot.
1948–1961 között 50 alkalommal szerepelt a svájci válogatottban és 19 gólt szerzett. Részt vett az 1954-es világbajnokságon.